# Chapman's Peak
Chapman's Peak (littéralement « pic de Chapman ») est le nom d'une montagne située sur la côte ouest de la péninsule du Cap en Afrique du Sud, à environ 15 kilomètres au sud-ouest de la ville du Cap.
Le pic Chapman s'élève à 592 m d'altitude. Son flanc ouest diminue fortement sur des centaines de mètres pour tomber presque verticalement dans l'océan Atlantique.

## Toponymie
John Chapman était officier de pont du vaisseau britannique Consent. En 1607, il avait débarqué à terre à bord d'une chaloupe sur la plage actuelle de Hout Bay le 27 juillet 1607, dans l'espoir de trouver des provisions, et avait établi que la baie était suffisamment protégée pour pouvoir mouiller un navire en lieu sûr. La baie fut communément appelée Chapman's Chaunce (« chance ») par les navigateurs et le nom est resté, devenant officiel sur toutes les cartes des Indes orientales. Mais quelque cinquante années plus tard, Jan van Riebeeck désigna la baie du nom de Hout Baeitjen devenue depuis Hout Bay. Toutefois, le nom de Chapman est resté associée à l'imposante montagne qui prit le nom de pic de Chapman.

## Géographie
Chapman's Peak est une montagne située sur la côte ouest de la péninsule du Cap en Afrique du Sud, à environ 15 kilomètres au sud-ouest de la ville du Cap. Le pic Chapman s'élève à 592 m d'altitude et fait partie de la ceinture plissée du Cap.

## La  Chapman's Peak Drive
Une route panoramique en corniche, la Chapman's Peak Drive, longe la façade atlantique de la montagne entre Hout Bay et Noordhoek. Cette route, classé monument national, fut creusée entre 1915 et 1922, année de son inauguration par le gouverneur général d'Afrique du Sud. Issu de la volonté de Sir Frederic de Waal, Administrateur de la province du Cap, de développer le tourisme à la pointe sud de l'Afrique, elle est alors considérée à l'époque comme un exploit majeur d'ingénierie.
En 1963, un léopard en bronze est fixé sur un rocher à l’extrémité de la baie de Hout Bay pour rappeler que la faune parcourait autrefois les forêts de la région.
Chapman Peak Drive a connu quelques péripéties. Elle est notamment fermée au public à la fin des années 1990 à cause de sa dangerosité : Une chute de pierre sur la route a causé la mort d'un automobiliste. La route est ensuite rouverte, après avoir été reconçue pour protéger les automobilistes des chutes de pierres, et transformée en 2005 en route à péage. Elle est de nouveau fermée pendant quelques mois en 2008 à cause de nouvelles zones à risque identifiées faisant craindre de nouveaux dangers pour les automobilistes.
Traversant différentes strates de granite et de grès sur 9 km de long, la route de Chapman's Peak, et ses 114 virages, offre notamment des points de vue spectaculaires sur Hout Bay, le pic Sentinel et Chapman's Bay.
Chapman Peak Drive fait partie de l'itinéraire de deux des plus grands marathons d'Afrique du Sud, la Cape Argus Cycle Race et le Two Oceans Marathon.
Au cours des 43 dernières années, le Cape Town Cycle Tour (en) a contribué au développement du cyclotourisme par l’intermédiaire de ses bénéficiaires, le Rotary Club de Claremont et la Pedal Power Association,.

Divers sites
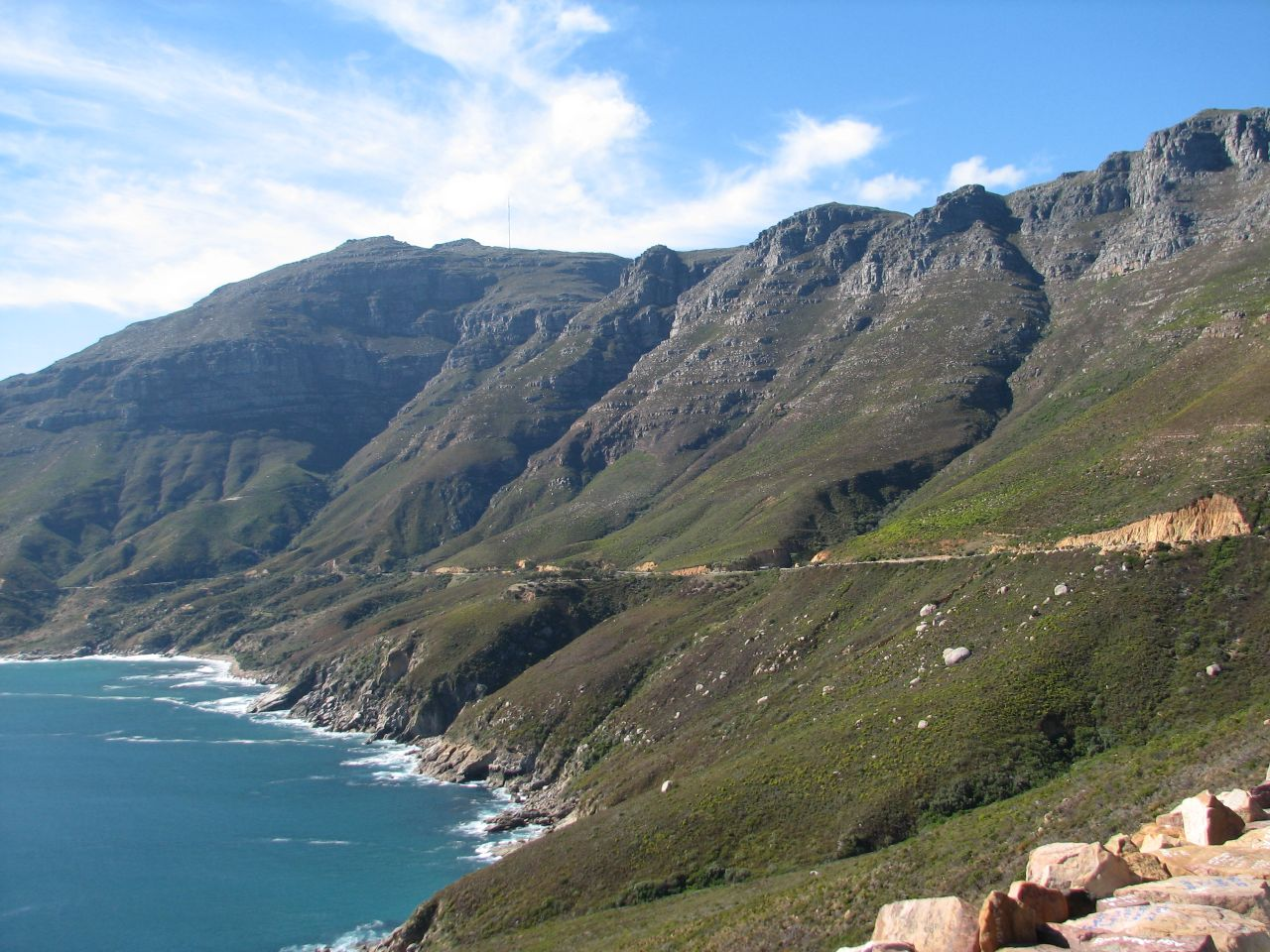
Chapman's Peak Drive, en route vers Hout Bay.
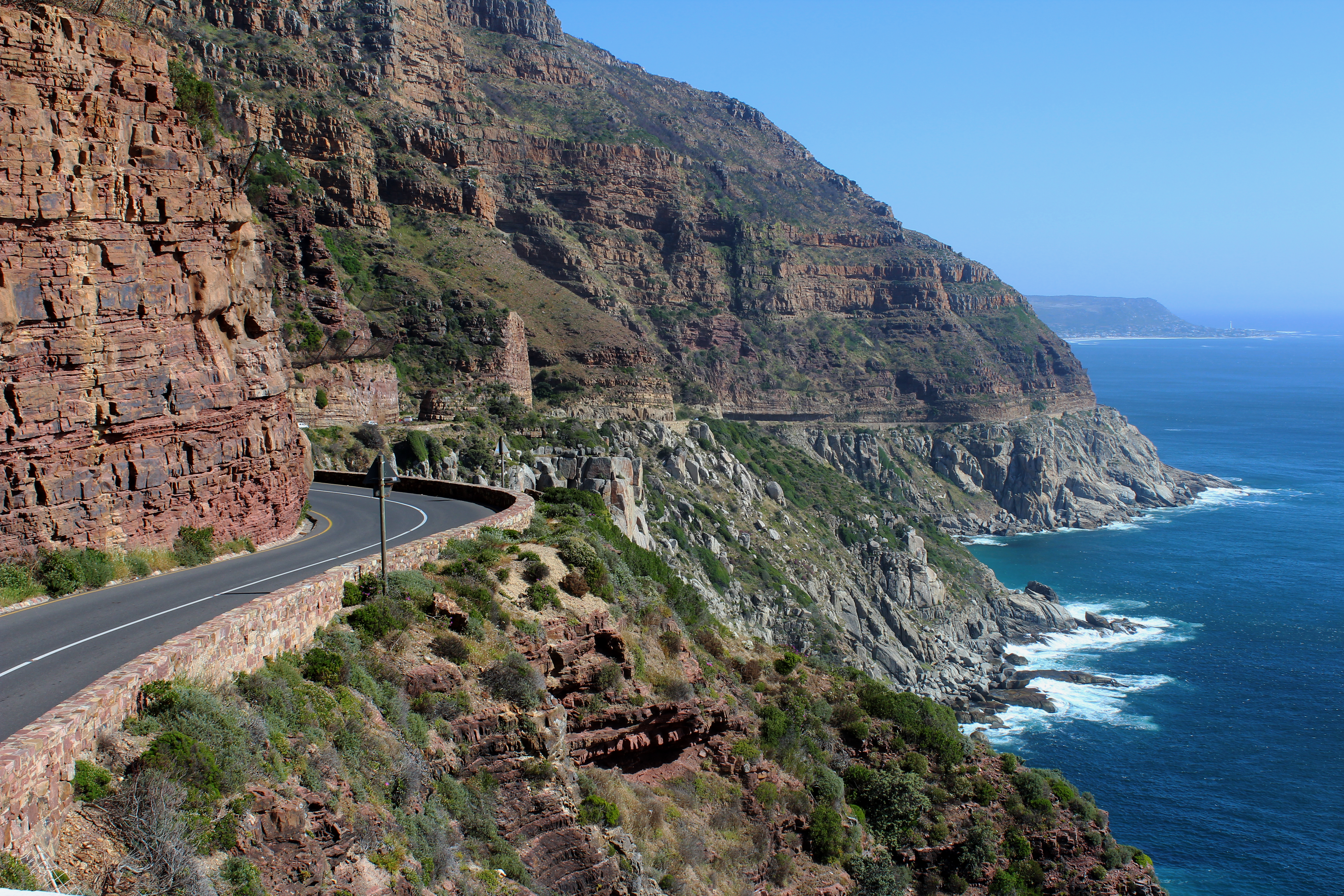
Chapman's Peak Drive vers le sud.
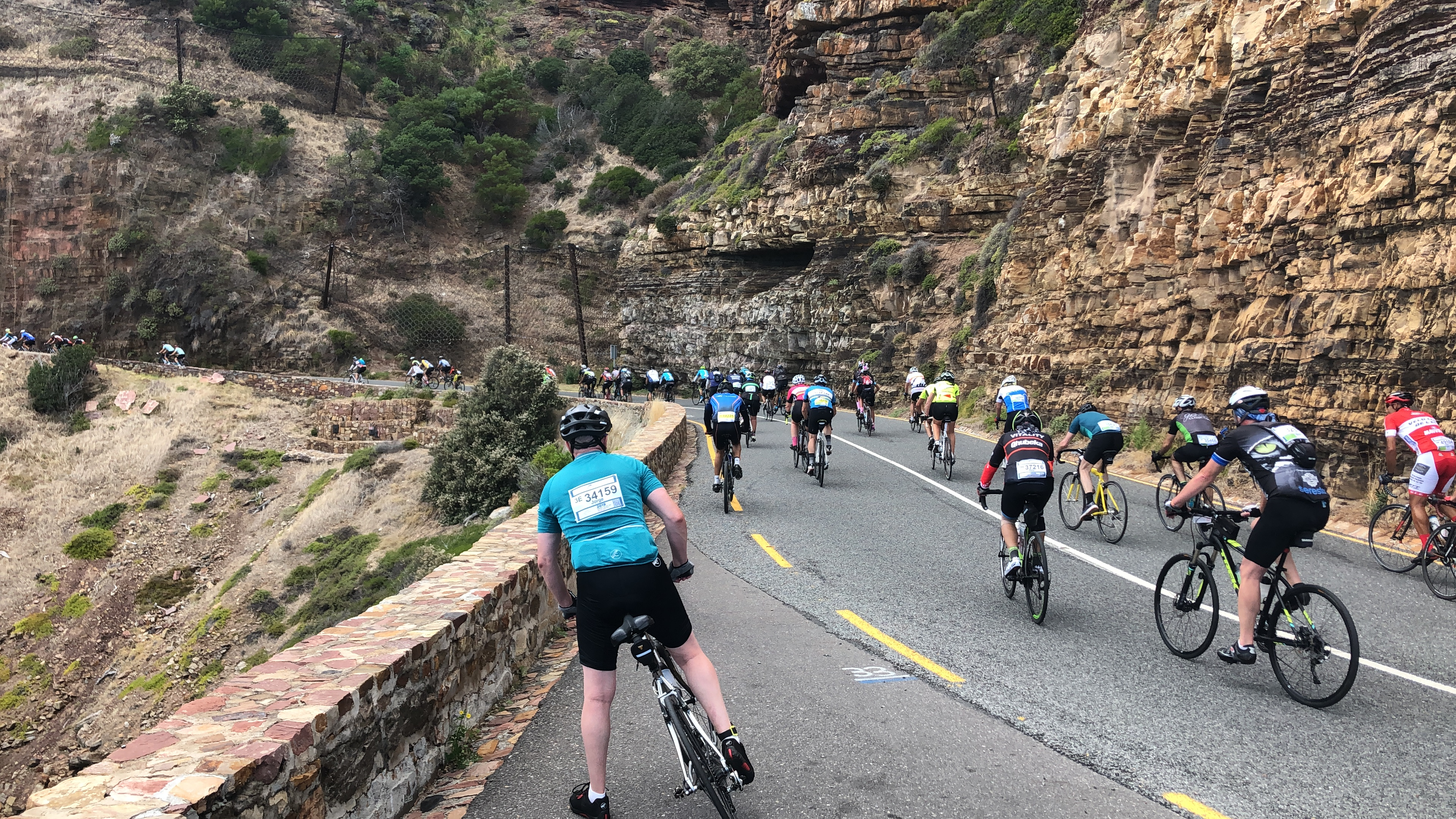
Course cycliste au Chapman's Peak.
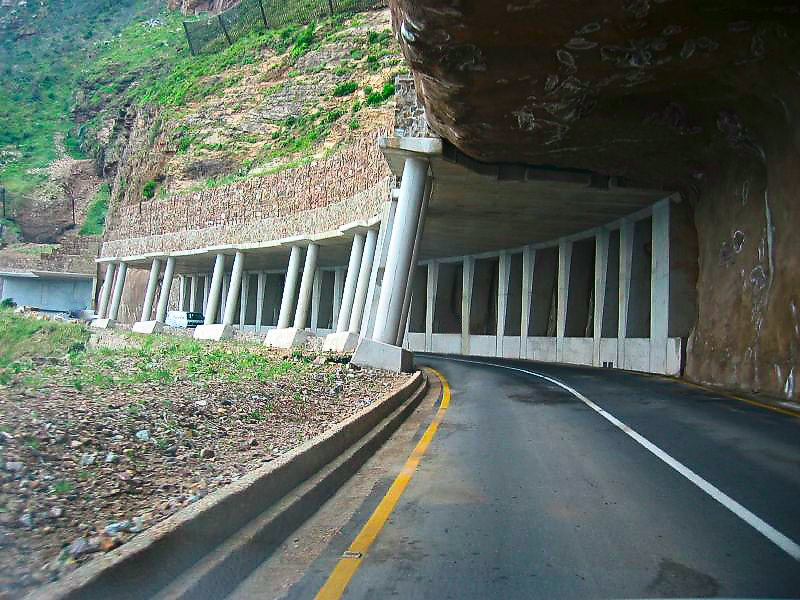
Abris en pierres sur la Chapman's Peak Drive.